# フランシス・オクタヴィアス・グレンフェル
フランシス・オクタヴィアス・グレンフェル（英: Francis Octavius Grenfell, VC、1880年9月4日 - 1915年5月24日）はイングランド出身のイギリス軍人。彼は敵に対する勇敢な行為によって、イギリスおよびイギリス連邦の軍人に与えられる最も高位かつ著名な戦功章であるヴィクトリア十字章を受けた。

## 生い立ち
彼は1880年9月4日にパスコ・デュ・プレ・グレンフェルとソフィアの間に生まれた。彼は15人兄弟だった。また彼は双子で、もう一人のリヴァーズデール・グレンフェルは同じく第9ロイヤル・ランサーズ（王立槍騎兵連隊）に所属し、1914年9月に戦死した。母方の祖父はジョン・パスコ・グレンフェル提督であり、その他の親類として、おじの陸軍司令官フランシス・グレンフェル（初代グレンフェル男爵）がいる。第21ランサーズに所属した兄のロバート・セプティマス・グレンフェル中尉は1898年のオムダーマンの戦いで騎兵突撃中に戦死した。他の3人の兄弟、セシル・グレンフェル、ハワード・マクスウェル・グレンフェル、アーサー・モートン・グレンフェルはみな陸軍中佐まで昇進した。従兄弟のクロード・ジョージ・グレンフェル中尉はボーア戦争の最中にスピオン・コップの戦いで戦死した。やはり従兄弟にあたる、詩人のジュリアン・グレンフェルとその兄弟ジェラルド・ウィリアム・グレンフェルは第一次世界大戦で戦死した。
グレンフェルはクリケットでイートン校の代表選手を務め、1900年に陸軍に入隊すると王立ライフル部隊に配属され、第二次ボーア戦争を戦った。

### ヴィクトリア十字章

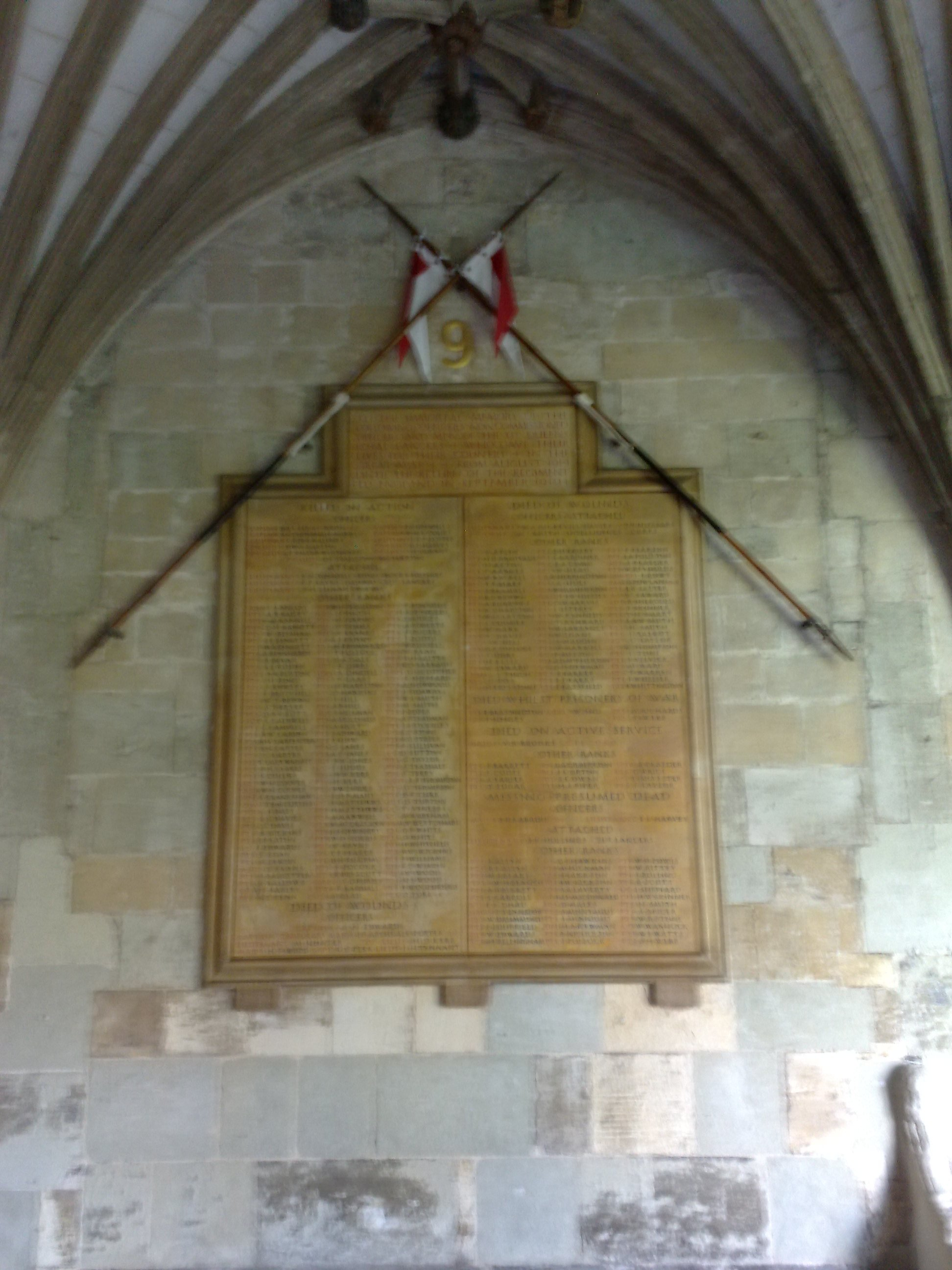
第一次世界大戦で戦死した第9ロイヤル・ランサーズの士卒を顕彰する、カンタベリー大聖堂の回廊にある銘板。

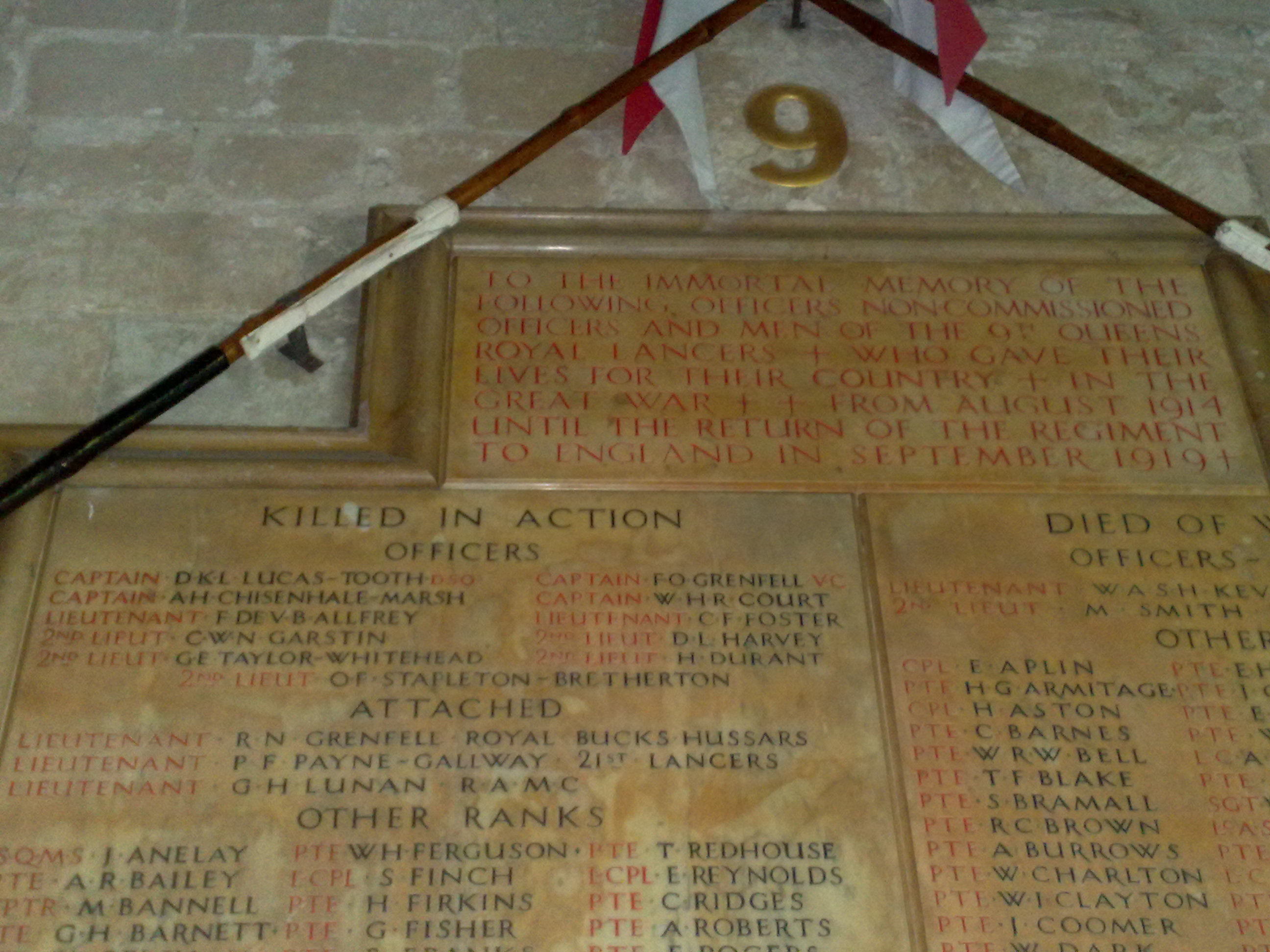
銘板にある、グレンフェルの双子の兄弟の名前。

第一次世界大戦の折に以下の行動でヴィクトリア十字章を与えられた時、彼はイギリス陸軍の第9ロイヤル・ランサーズの大尉で、33歳だった。
1914年8月24日、ベルギーのオードルニーで、騎乗したグレンフェル大尉は連隊の一員として、ドイツ軍の結束した歩兵部隊に対し突撃を行なった。兵の損耗は激しく、グレンフェルは指揮官としてその場に残された。彼は線路の盛り土の陰に連隊の一部を再集結させていたが、その最中に2発被弾して重傷を負った。しかし負傷したにもかかわらず、王立野戦砲兵部隊・第119砲兵中隊のアーネスト・ライト・アレクサンダー少佐から大砲の保護を手伝うよう求められると、グレンフェルは数人の志願者と共に弾雨の中、敵の射程外へと大砲を何門も人手で押し出していった。1914年9月16日のロンドン官報は次のように報じている。
1914年8月24日、オードルニーの結束した歩兵部隊に向かった勇敢さについて、また同日、Doubon 近くの大砲の保護を援助した勇敢な行ないについて（顕彰する）。
彼は1915年5月24日の戦闘で戦死し、フラーメルティンゲ戦没者共同墓地に葬られた。

## 遺品
彼のヴィクトリア十字章は、イングランドのダービー博物館にある第9/12ロイヤル・ランサーズ連隊陳列室で展示されている。

## ポロ
グレンフェルの兄弟は9人ともポロの名手であり、その中でもフランシスとリヴァーズデールは最も秀でていた。フランシスのハンディキャップは8ゴールだった。彼ら双子兄弟は、アメリカン・オープンにラネラ・チームとして参加し優勝した。またハーリンガム・チャンピオン・カップに、レオポルト・クリスチャン・ダンカン・ジェニファーとヘンリー・イネス＝カーを加えたフリーブーターズ（海賊）・チームとして参加し優勝した。